# Поремећај артикулације
Поремећај артикулације је говорни проблем који карактерише немогућност да се јасно изговарају одређени гласови. Појединац може осетити тешкоће у изговарању једног или више гласова или спајања гласова – р, ш, ф, з, л ... и често прави замене за ове гласове одајући утисак „бебског говора“. Професионалци користе појам фонолошког поремећаја.